# Staņislavs Olijars
Staņislavs Olijars (Čeljabinsk, 22 marzo 1979) è un ex ostacolista lettone, campione europeo dei 110 metri ostacoli a Göteborg 2006.

## Biografia
Nato in Russia ai tempi dell'Unione Sovietica, al dissolvimento della quale Staņislavs Olijars optò per la nazionalità lettone.
Nel 2000 vinse l'oro nei 60 metri ostacoli agli Europei indoor a Gand (Belgio). Nella rassegna continentale al coperto di 2 anni dopo a Vienna vinse il bronzo, come in quella all'aperto a Monaco di Baviera. Ai Giochi olimpici di Atene 2004 chiuse quinto nei 110 metri ostacoli.
Eliminato in semifinale ai Mondiali del 2005 di Helsinki, nel 2006 ha partecipato agli Europei di Göteborg dove però non era annoverato tra i favoriti a causa di non eccellenti prestazioni estive. Il favorito era l'idolo di casa, lo svedese Robert Kronberg, con il campione mondiale in carica, il francese Ladji Doucouré, come outsider. Nella stessa semifinale di Olijars, Doucouré venne eliminato e Kronberg rafforzò così il ruolo di principale candidato al titolo, ma venne battuto dal lettone, che si aggiudicò l'unica medaglia della spedizione dello stato baltico.

## Record nazionali

### Seniores
- 110 metri ostacoli: 13"08 ( Losanna, 1º luglio 2003)

## Palmarès
| Anno | Manifestazione    | Sede        | Evento   | Risultato        | Prestazione | Note                                     |
| ---- | ----------------- | ----------- | -------- | ---------------- | ----------- | ---------------------------------------- |
| 1997 | Europei juniores  | Lubiana     | 110 m hs | Argento          | 13"74       |                                          |
| 1997 | Mondiali          | Atene       | 110 m hs | Quarti di finale | 13"62       | Miglior prestazione personale            |
| 1998 | Europei indoor    | Valencia    | 60 m hs  | Semifinale       | 7"74        |                                          |
| 1998 | Mondiali juniores | Annecy      | 110 m hs | Oro              | 13"51       |                                          |
| 1998 | Europei           | Budapest    | 110 m hs | Semifinale       | dq          |                                          |
| 1999 | Europei under 23  | Göteborg    | 110 m hs | Argento          | 13"55       |                                          |
| 1999 | Mondiali          | Siviglia    | 110 m hs | Semifinale       | 13"70       |                                          |
| 2000 | Europei indoor    | Gand        | 60 m hs  | Oro              | 7"50        |                                          |
| 2000 | Giochi olimpici   | Sydney      | 110 m hs | Semifinale       | 13"50       |                                          |
| 2001 | Mondiali indoor   | Lisbona     | 60 m hs  | 8º               | 12"77       |                                          |
| 2002 | Europei indoor    | Vienna      | 60 m hs  | Bronzo           | 7"51        |                                          |
| 2002 | Europei           | Monaco      | 110 m hs | Argento          | 13"22       |                                          |
| 2003 | Mondiali indoor   | Birmingham  | 60 m hs  | 6º               | 7"62        |                                          |
| 2003 | Mondiali          | Saint-Denis | 110 m hs | Batteria         | dnf         |                                          |
| 2004 | Mondiali indoor   | Budapest    | 60 m hs  | 4º               | 7"49        | Miglior prestazione personale            |
| 2004 | Giochi olimpici   | Atene       | 110 m hs | 5º               | 13"21       |                                          |
| 2005 | Europei indoor    | Madrid      | 60 m hs  | Finale           | dq          |                                          |
| 2005 | Mondiali          | Helsinki    | 110 m hs | Semifinale       | 13"53       |                                          |
| 2006 | Mondiali indoor   | Mosca       | 60 m hs  | 4º               | 7"52        | Miglior prestazione personale stagionale |
| 2006 | Europei           | Göteborg    | 110 m hs | Oro              | 13"24       |                                          |
| 2007 | Europei indoor    | Birmingham  | 60 m hs  | Semifinale       | 7"76        |                                          |
| 2007 | Mondiali          | Osaka       | 110 m hs | Semifinale       | 13"78       |                                          |
| 2008 | Mondiali indoor   | Valencia    | 60 m hs  | Bronzo           | 7"60        | Miglior prestazione personale stagionale |
| 2009 | Mondiali          | Berlino     | 110 m hs | Semifinale       | 13"50       |                                          |
| 2010 | Europei           | Barcellona  | 110 m hs | Batteria         | dq          |                                          |

## Altre competizioni internazionali
2002
- Bronzo in Coppa del mondo ( Madrid), 110 m hs - 13"58

2003
- Bronzo alla World Athletics Final ( Monaco), 110 m hs - 13"25

2004
- Bronzo alla World Athletics Final ( Monaco), 110 m hs - 13"40

2005
- 4º alla World Athletics Final ( Monaco), 110 m hs - 13"17

2006
- 7º alla World Athletics Final ( Stoccarda), 110 m hs - 13"27
- 4º in Coppa del mondo ( Atene), 110 m hs - 13"15